# Jules Lismonde
Jules-Clément Lismonde (Anderlecht, 14 mei 1908 — Linkebeek, 12 maart 2001) was een Belgisch schilder, graficus en tekenaar.
Lismonde was lid van de Académie royale des sciences, des lettres et des beaux-arts de Belgique, de Theresiaanse Academie.

## Leven en werk

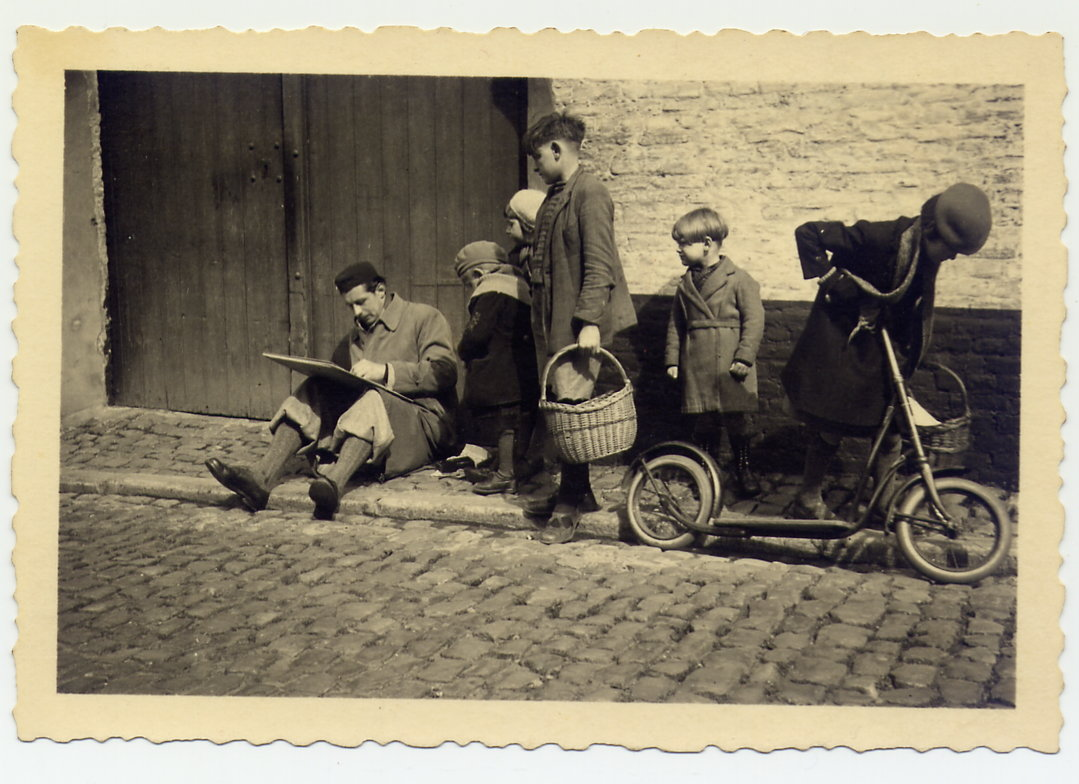
Lismonde zittend op de stoep terwijl hij de kerk van Diest tekent (1936)

Jules Lismonde studeerde kunst aan de Académie Royale des Beaux-Arts in Brussel en Sint-Joost-Ten-Node.
Hij woonde tussen de bomen, in de grote villa Les roches, waar hij samen met zijn echtgenote Albertine De Wispelaere ("Tity") (Blankenberge, 6 augustus 1908 - Linkebeek, 23 oktober 1997), vijftig jaar van zijn leven doorbracht.
Reeds als kind tekende hij. Zijn ouders bewonderden het werk van Steinlen, Forain en de Engelse tekenaars die destijds in zwang waren. Op het atheneum van Brussel publiceerde hij zijn tekeningen en karikaturen in de revue Pallas. Hij was een uitstekend fluitist, maar koos uiteindelijk voor een carrière in de tekenkunst. Tijdens wandelingen op het Brabantse platteland, waar hij schilderde in het gezelschap van Edgar Bytebier (1875-1940), verfijnde en ontwikkelde hij zijn eigen stijl.
Nadat hij zich had gewijd aan olieverfschilderijen, waarvan slechts enkele bewaard zijn gebleven (portretten, landschappen), begon hij te tekenen, voornamelijk met houtskool.
In 1934 schreef Jean Groffier: "En tant que peintre, disons-le de suite, Lismonde n'est pas un coloriste. Sous le pinceau du peintre se cache avant tout le dessinateur. Sa couleur est triste, inquiète, ses effets sont gris; mais d'une délicieuse mélancolie. En fait, le paysagiste Lismonde est une des personnalités les plus intéressantes du monde pictural belge et dont le nom dépassera bientôt les limites de nos frontières".

In 1945 was Jules Lismonde een van de grondleggers van de "La Jeune Peinture Belge" en "Cap d'Encre".

Lismonde was eveneens een getalenteerd portrettist. Tijdens de jaren 30-40 maakte hij een reeks portretten van persoonlijkheden uit de intellectuele en literaire wereld van die tijd.

## Tentoonstellingen
Zijn eerste persoonlijke tentoonstelling vond plaats in 1930, waarbij vooral zijn schilderijen bij het publiek in de smaak vielen.
In 1953 werd in het Paleis voor Schone Kunsten een grote tentoonstelling van zijn werk gehouden.
Daarna volgden Venetië, São Paulo, Tokio en in 1950 het Stedelijk Museum van Amsterdam, waar hij een persoonlijke tentoonstelling had. De IX biennale "Bianco e Nero" in Lugano wijdde een volledige zaal aan hem.
Van zijn hand zijn tevens enkele tapisserieën en een bas-reliëf in het Brusselse metrostation Pétillon.

## Cinema
In 1978 maakte Patrick Van Antwerpen een documentaire over Lismonde.

## Huize Lismonde v.z.w
Lismonde schonk zijn huis aan de gemeente Linkebeek die het ter beschikking stelt voor muzikale evenementen, bijeenkomsten, tentoonstellingen en zelfs table d'hôtes. Het is nu de zetel van de Huize Lismonde v.z.w.

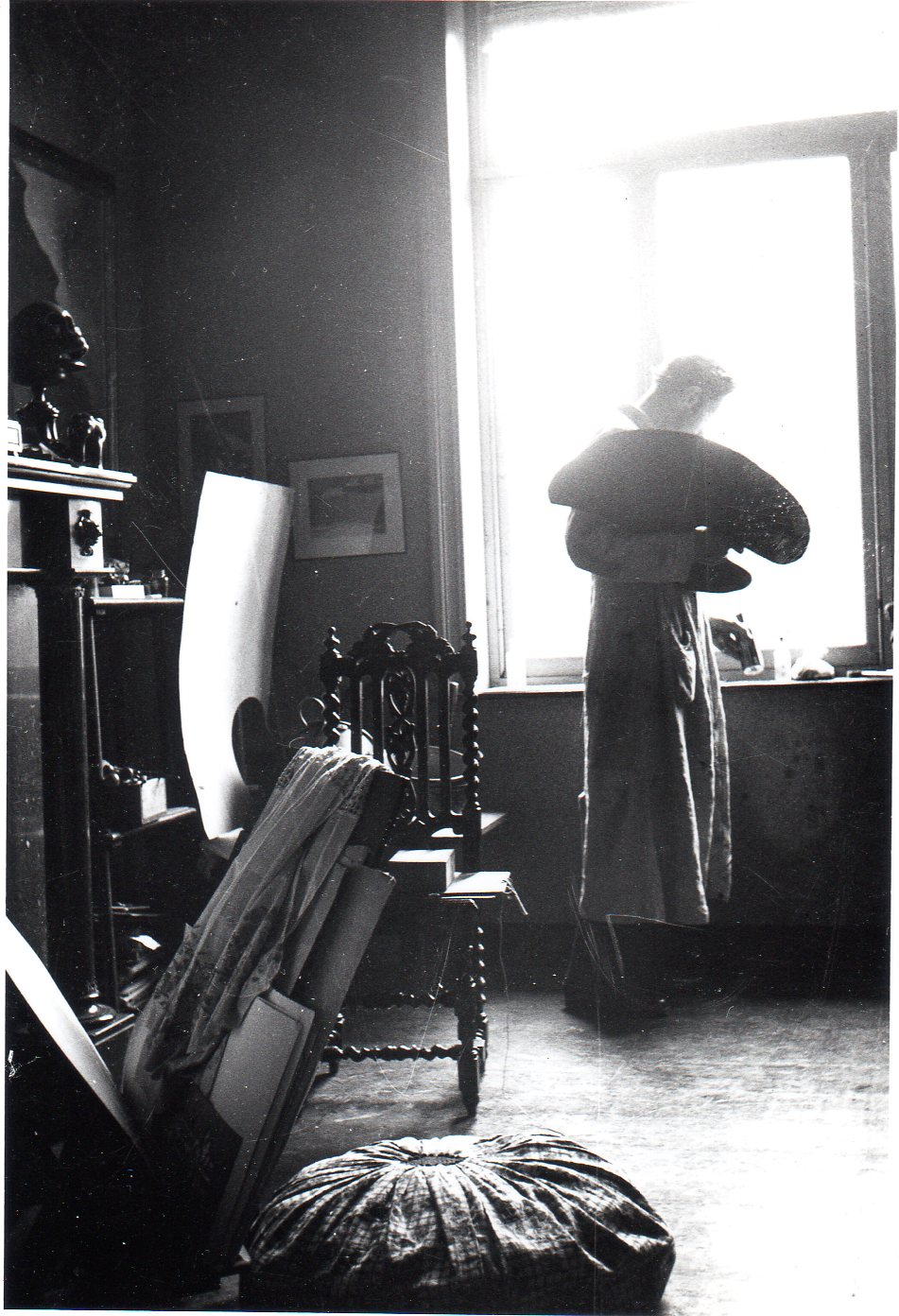
Lismonde in zijn atelier, 1933
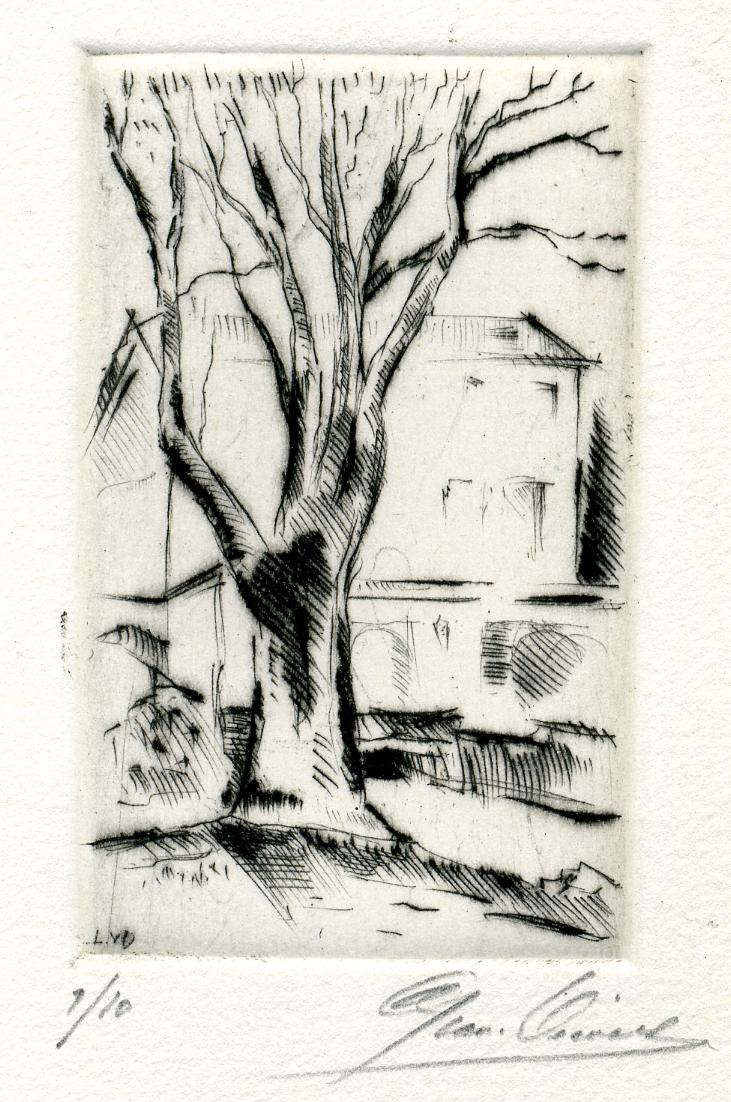
Villa "Les Roches", zetel van "Huize Lismonde v.z.w.".
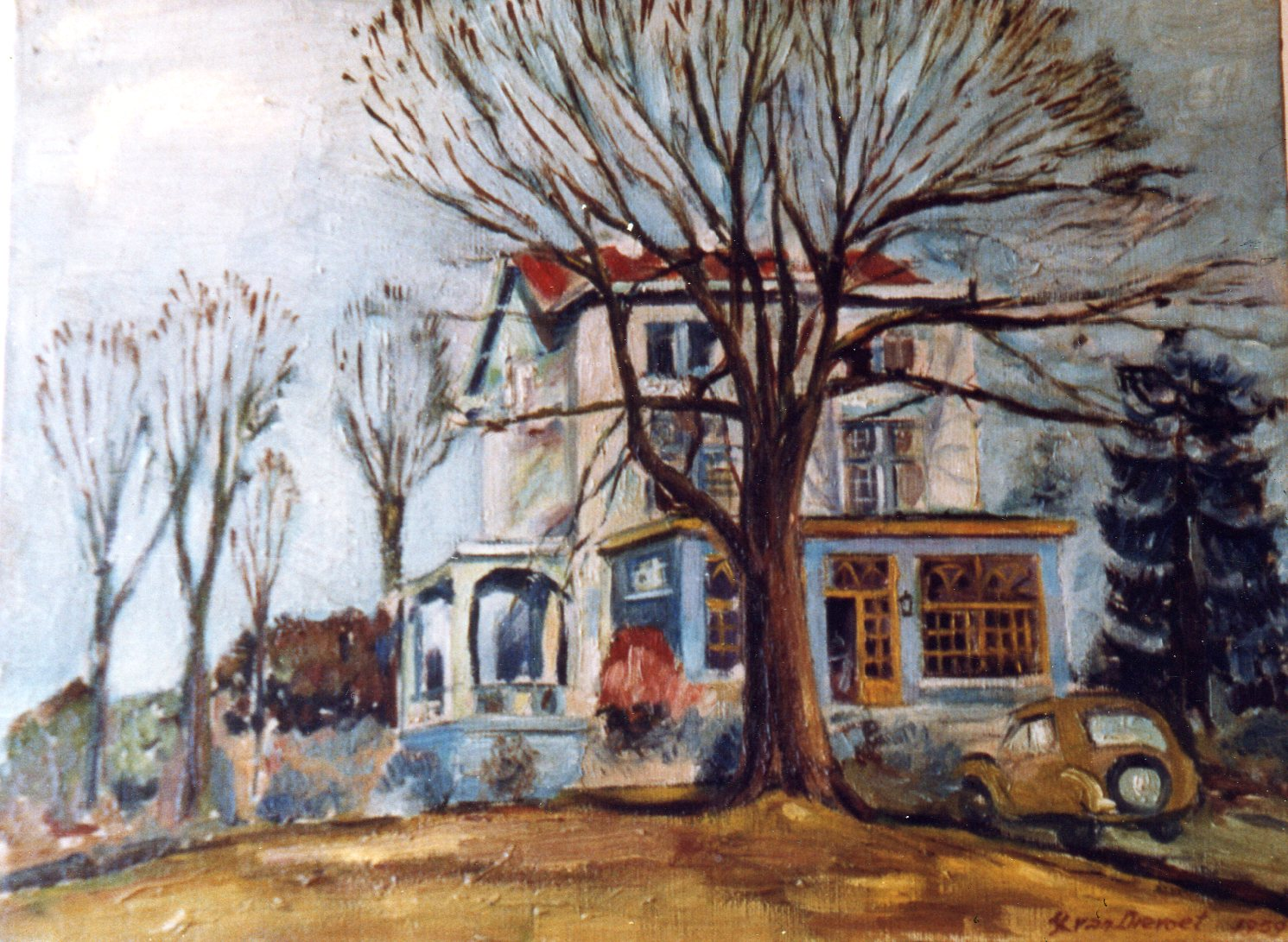
De villa van Lismonde door Léon van Dievoet, 1959.
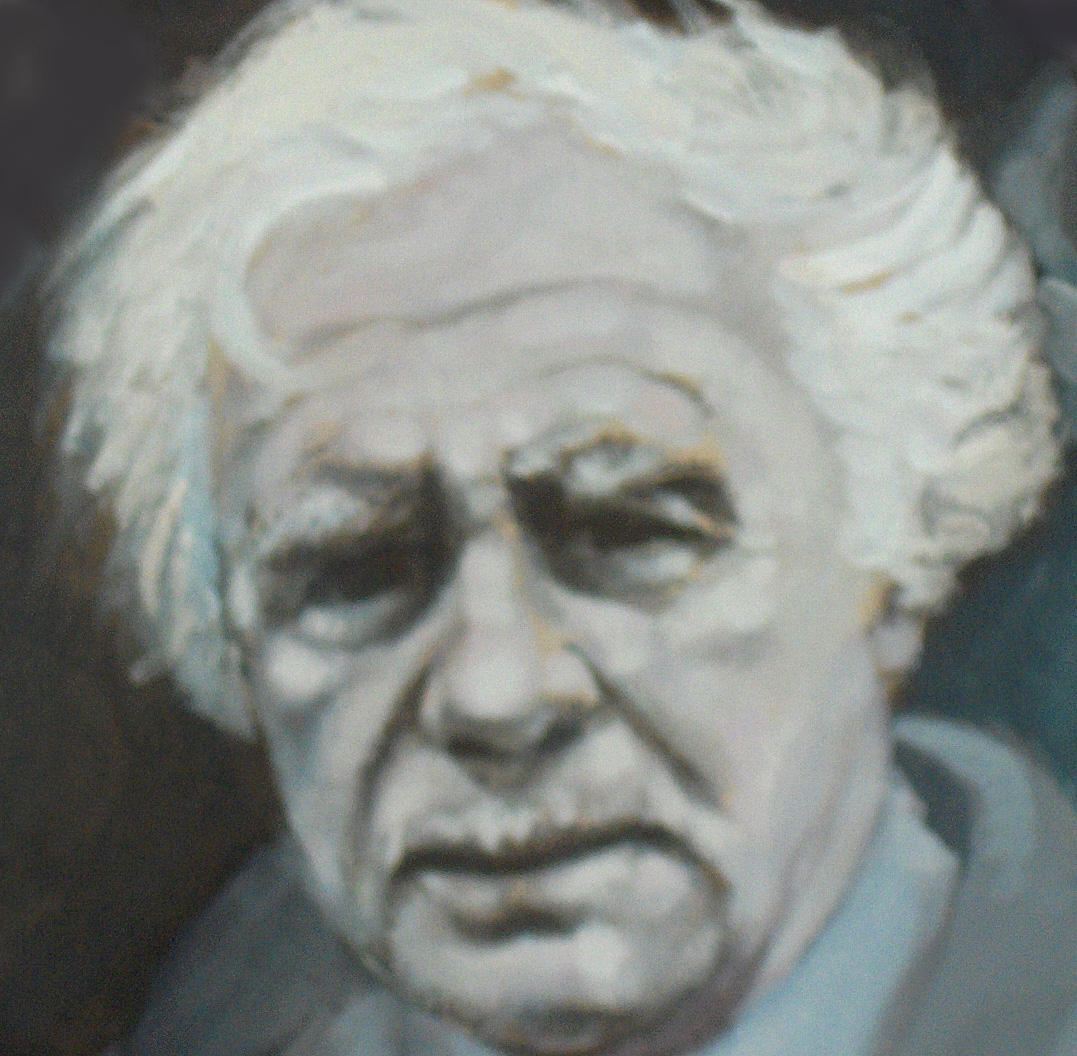
Lismonde door Willy Bosschem, 1985.